# 牛若丸原田
牛若丸 原田（うしわかまる はらだ、1947年11月26日 - 2016年6月15日）は、日本の元プロボクサー。本名は原田 勝広（はらだ かつひろ）。東京都世田谷区出身。バンタム級、フェザー級の2階級で日本タイトルを獲得した。
元世界2階級王者のファイティング原田は実兄である。

## 経歴・人物
目尻をカットしやすい弱点があり、KO、TKO負けのほとんどは目尻をカットしたことによるものである。そのため後の世界王者等多くの強豪相手に好勝負を再三演じながらも、世界王座挑戦は遂に成らなかった。師匠の笹崎僙会長は、牛若丸原田のことを「タフさでは兄（ファイティング原田）以上」と評している。
引退後は兄弟のファイティング原田が会長を務めるジムでトレーナーを務めた後、1998年より千葉県館山市に居住し、館山牛若丸原田ボクシングジムの会長として指導に当たっていた。
2016年6月15日に死去。68歳没。

## 主な戦績
プロボクサーであった実兄の原田政彦（後の世界王者ファイティング原田）の後を追って笹崎ボクシングジムに入門。
- 1965年2月20日、プロデビュー戦で江森一夫（ボーリング）に3ラウンドTKO勝利。
- 1965年12月20日、橋本久三（晴海）と6ラウンドを闘い引き分けになるも、規定により勝者扱いで東日本バンタム級新人王獲得。
- 1966年1月31日、木村美男（神戸）に6回判定勝利で全日本バンタム級新人王獲得。
- 1967年3月19日、日本バンタム級タイトルに挑戦。王者の斎藤勝男（タナカ）が計量に失格。2回KO勝利で剥奪されたタイトルを獲得。
- 1967年9月14日、高木永伍（アベ）に10ラウンド判定で敗れ日本バンタム級タイトルを失う。
- 1967年10月14日、後の怪物世界王者で当時28勝27KO1分で売り出し中のルーベン・オリバレス（メキシコ）とメキシコでノンタイトル戦。2回TKO負け。
- 1968年1月4日、高木永伍（アベ）との再戦でまたしても10回判定で敗れ日本バンタム級タイトルの奪還に失敗。
- 1968年10月24日、高木永伍（アベ）との再々戦で7回KO勝ちで日本バンタム級タイトル奪還。
- 1969年1月2日、東京オリンピックバンタム級金メダリストで後の東洋王者桜井孝雄（三迫）とのノンタイトル戦に10回判定で敗れる。
- 1969年4月16日、後の世界王者チューチョ・カスティーヨ（メキシコ）とのノンタイトル戦で10回引き分け。カスティーヨが怪物王者ルーベン・オリバレスに14回KO勝ちし、世界王座に付くのはその1年半後である。
- 1969年11月26日、内山真太郎（船橋）に10回判定で敗れ日本バンタム級タイトル失う。
- 1970年3月12日、内山真太郎（船橋）との再戦に10回判定で敗れ日本バンタム級タイトル奪還に失敗。
- 1970年6月9日、後の2階級世界王者となる洪秀煥：ホン・スーファン（韓国）とのノンタイトル戦に10回判定勝ちで初黒星を付ける。
- 1971年9月22日、内山真太郎（船橋）との再々戦に10回引き分けで日本バンタム級タイトル奪還に失敗。
- 1972年9月28日、後に日本フェザー級タイトル14度防衛の名王者となる根本重光=スパイダー根本（草加有沢）に10回判定負け。
- 1972年11月9日、金炫（韓国）の東洋フェザー級タイトルに挑戦。12回判定で敗れタイトル獲得ならず。
- 1972年11月26日、東洋バンタム級王者となった後の2階級世界王者洪秀煥：ホン・スーファン（韓国）とノンタイトルで再戦。10回判定負けで返り討ちならず。
- 1973年4月13日、日本フェザー級チャンピオン三政直（横浜協栄）に挑戦。10回引き分けでタイトル獲得ならず。
- 1973年7月31日、後の名世界王者ダニー・ロペス（米国）とのノンタイトル戦に2回TKO負け。
- 1974年1月4日、三政直（横浜協栄）への再挑戦で10回判定勝利。日本フェザー級タイトルを獲得し2階級制覇。
- 1974年5月4日、王者、挑戦者の立場を変えて三政直（横浜協栄）と3度目の対戦。10回判定勝ちで日本フェザー級タイトル初防衛に成功。
- 1974年8月25日、1階級下の現役日本ジュニアフェザー級王者江藤清一（熊谷）とのノンタイトル戦で10回引き分け。
- 1974年11月24日、タイトルを懸けて江藤清一（熊谷）と再戦。またしても10回引き分けで日本フェザー級タイトル2度目の防衛に成功。
- 1975年3月9日、フリッパー上原（協栄）に10回判定で敗れ日本フェザー級タイトル失う。
- 1975年6月29日、フリッパー上原（協栄）に挑戦。10回判定で敗れ日本フェザー級タイトル奪還に失敗。
- 1975年12月21日、後の世界ジュニアフェザー級王者ロイヤル小林（国際）とのノンタイトル戦に10回判定負けするものの、一時はボディ攻撃で守勢に立たせるなど大いに善戦する。
- 1976年4月22日、足立茂義（本多）に10回判定負けしたのを最後に引退。

## 戦績
70戦 36勝(14KO) 20敗 14分
| 戦           | 日付           | 勝敗 | 時間 | 内容     | 対戦相手                   | 国籍             | 備考                                         |
| ------------ | -------------- | ---- | ---- | -------- | -------------------------- | ---------------- | -------------------------------------------- |
| 1            | 1965年2月20日  | 勝利 | 3R   | TKO      | 江守一夫                   | 日本(ボーリング) | プロデビュー戦                               |
| 2            | 1965年3月12日  | 勝利 | 4R   | 判定     | 坂井和夫                   | 日本(不二)       |                                              |
| 3            | 1965年5月10日  | 勝利 | 4R   | 判定     | 若林勝美                   | 日本(金平)       |                                              |
| 4            | 1965年6月14日  | 勝利 | 4R   | 判定     | 柴田喜七郎                 | 日本(ヨネクラ)   |                                              |
| 5            | 1965年9月14日  | 敗北 | 4R   | 判定     | 酒井実                     | 日本(カワイ)     |                                              |
| 6            | 1965年10月14日 | 勝利 | 4R   | 判定     | 斎藤裕                     | 日本(日俱)       |                                              |
| 7            | 1965年11月07日 | 勝利 | 4R   | 判定     | 米持正敏                   | 日本(東邦)       |                                              |
| 8            | 1965年12月4日  | 勝利 | 4R   | 判定     | 加藤武                     | 日本(立川新和)   |                                              |
| 9            | 1965年12月20日 | 引分 | 6R   | 判定     | 橋本久三                   | 日本(晴美)       | 東日本バンタム級 新人王決勝戦                |
| 10           | 1966年1月31日  | 勝利 | 6R   | 判定     | 木村美男                   | 日本(神戸)       | 全日本バンタム級新人王決定戦                 |
| 11           | 1966年4月14日  | 引分 | 6R   | 判定     | 鈴木紘二                   | 日本(晴美)       |                                              |
| 12           | 1966年5月22日  | 勝利 | 3R   | TKO      | 伊藤洽夫                   | 日本(オギクボ)   |                                              |
| 13           | 1966年7月7日   | 引分 | 8R   | 判定     | 原山永吉                   | 日本(日東)       |                                              |
| 14           | 1966年8月1日   | 勝利 | 8R   | 判定     | 川上好博                   | 日本(中村)       |                                              |
| 15           | 1966年10月24日 | 勝利 | 6R   | KO       | 対島忠彦                   | 日本(大阪帝拳)   |                                              |
| 16           | 1966年12月4日  | 引分 | 8R   | 判定     | 宇野正高                   | 日本(東海)       |                                              |
| 17           | 1967年1月22日  | 勝利 | 2R   | KO       | ルディ・ペリャゴンザ       | フィリピン       |                                              |
| 18           | 1967年3月19日  | 勝利 | 2R   | KO       | 斎藤勝男                   | 日本(暁)         | 日本バンタム級王座タイトルマッチ（王座獲得） |
| 19           | 1967年4月26日  | 勝利 | 10R  | 判定     | キム・ヒョン               | 韓国             |                                              |
| 20           | 1967年6月19日  | 勝利 | 10R  | TKO      | アルヌルフォ・トレビリャス | フィリピン       |                                              |
| 21           | 1967年7月26日  | 勝利 | 6R   | KO       | アルヌルフォ・トレビリャス | フィリピン       |                                              |
| 22           | 1967年9月14日  | 敗北 | 10R  | 判定     | 高木永伍                   | 日本(アベ)       | 日本バンタム級タイトルマッチ（王座陥落）     |
| 23           | 1967年10月14日 | 敗北 | 2R   | KO       | ルーベン・オリバレス       | メキシコ         |                                              |
| 24           | 1968年1月4日   | 敗北 | 10R  | 判定     | 高木永伍                   | 日本(アベ)       | 日本バンタム級タイトルマッチ                 |
| 25           | 1968年3月6日   | 勝利 | 8R   | KO       | トム・リコ                 | フィリピン       |                                              |
| 26           | 1968年5月1日   | 引分 | 10R  | 判定     | 橋本久三                   | 日本(晴海)       |                                              |
| 27           | 1968年6月10日  | 引分 | 1R   | 負傷判定 | 中根義雄                   | 日本(不二)       |                                              |
| 28           | 1968年8月28日  | 引分 | 10R  | 判定     | 中村剛                     | 日本(新和)       |                                              |
| 29           | 1968年10月24日 | 勝利 | 7R   | TKO      | 高木永伍                   | 日本(アベ)       | 日本バンタム級タイトルマッチ(王座獲得)       |
| 30           | 1969年1月2日   | 敗北 | 10R  | 判定     | 桜井孝雄                   | 日本(三迫)       |                                              |
| 31           | 1969年3月12日  | 勝利 | 8R   | TKO      | 宇野正高                   | 日本(東海)       |                                              |
| 32           | 1969年4月16日  | 引分 | 10R  | 判定     | チューチョ・カスティーヨ   | メキシコ         |                                              |
| 33           | 1969年6月19日  | 引分 | 10R  | 判定     | 中根義雄                   | 日本(不二）      |                                              |
| 34           | 1969年7月18日  | 敗北 | 8R   | TKO      | フェルミン・ゴメス         | メキシコ         |                                              |
| 35           | 1969年9月24日  | 勝利 | 10R  | 判定     | 大木重良                   | 日本(青木)       |                                              |
| 36           | 1969年11月26日 | 敗北 | 10R  | 判定     | 内山真太郎                 | 日本(船橋)       | 日本バンタム級タイトルマッチ(王座陥落）      |
| 37           | 1970年3月12日  | 敗北 | 10R  | 判定     | 内山真太郎                 | 日本(船橋)       | 日本バンタム級タイトルマッチ                 |
| 38           | 1970年4月29日  | 勝利 | 10R  | 判定     | 高木勝義                   | 日本(木村)       |                                              |
| 39           | 1970年6月9日   | 勝利 | 10R  | 判定     | ホン・スーファン           | 韓国             |                                              |
| 40           | 1970年8月12日  | 勝利 | 9R   | TKO      | 清水精                     | 日本(ヨネクラ)   |                                              |
| 41           | 1970年9月14日  | 敗北 | 5R   | TKO      | ヘスス・ピメンテル         | メキシコ         |                                              |
| 42           | 1970年11月4日  | 勝利 | 8R   | TKO      | 金沢和良                   | 日本(アベ)       |                                              |
| 43           | 1971年2月3日   | 勝利 | 8R   | KO       | シン・チョルハン           | 韓国             |                                              |
| 44           | 1971年3月16日  | 引分 | 10R  | 判定     | エリー・アクシント         | フィリピン       |                                              |
| 45           | 1971年5月26日  | 勝利 | 10R  | 判定     | 石橋広至                   | 日本(石橋)       |                                              |
| 46           | 1971年9月22日  | 引分 | 10R  | 判定     | 内山真太郎                 | 日本(船橋)       | 日本バンタム級タイトルマッチ                 |
| 47           | 1971年12月18日 | 敗北 | 10R  | 判定     | チャン・ギチョル           | 韓国             |                                              |
| 48           | 1972年1月23日  | 勝利 | 10R  | 判定     | 竹内邦夫                   | 日本(草加協栄)   |                                              |
| 49           | 1972年4月16日  | 敗北 | 10R  | 判定     | 大木重良                   | 日本(青木)       |                                              |
| 50           | 1972年5月19日  | 敗北 | 6R   | KO       | ネネ・ジュン               | フィリピン       |                                              |
| 51           | 1972年7月30日  | 勝利 | 3R   | KO       | 進藤公雄                   | 日本             |                                              |
| 52           | 1972年9月28日  | 敗北 | 10R  | 判定     | 根本重光                   | 日本(草加有沢）  |                                              |
| 53           | 1972年11月9日  | 敗北 | 12R  | 判定     | キム・ヒョン               | 韓国             | 東洋フェザー級タイトルマッチ                 |
| 54           | 1972年11月26日 | 敗北 | 10R  | 判定     | ホン・スーファン           | 韓国             |                                              |
| 55           | 1973年4月13日  | 引分 | 10R  | 判定     | 三政直                     | 日本(横浜協栄)   | 日本フェザー級タイトルマッチ                 |
| 56           | 1973年6月2日   | 勝利 | 10R  | 判定     | 丸木孝雄                   | 日本(常滑)       |                                              |
| 57           | 1973年7月31日  | 敗北 | 2R   | TKO      | ダニー・ロペス             | アメリカ合衆国   |                                              |
| 58           | 1973年10月19日 | 勝利 | 10R  | 判定     | ワルインゲ中山             | 日本(神林)       |                                              |
| 59           | 1974年1月4日   | 勝利 | 10R  | 判定     | 三政直                     | 日本(横浜協栄)   | 日本フェザー級タイトルマッチ（王座獲得）     |
| 60           | 1974年5月4日   | 勝利 | 10R  | 判定     | 三政直                     | 日本(横浜協栄）  | 日本フェザー級タイトルマッチ（防衛１）       |
| 61           | 1974年8月25日  | 引分 | 10R  | 判定     | 江藤清一                   | 日本(熊谷)       |                                              |
| 62           | 1974年9月23日  | 勝利 | 10R  | 判定     | 吉田秀三                   | 日本(横浜協栄)   |                                              |
| 63           | 1974年11月24日 | 引分 | 10R  | 判定     | 江藤清一                   | 日本(熊谷)       | 日本フェザー級タイトルマッチ（防衛２）       |
| 64           | 1975年3月9日   | 敗北 | 10R  | 判定     | フリッパー上原             | 日本(協栄)       | 日本フェザー級タイトルマッチ（王座陥落）     |
| 65           | 1975年4月29日  | 勝利 | 10R  | 判定     | 豊島正直                   | 日本(川口)       |                                              |
| 66           | 1975年6月29日  | 敗北 | 10R  | 判定     | フリッパー上原             | 日本(協栄)       | 日本フェザー級タイトルマッチ                 |
| 67           | 1975年9月12日  | 引分 | 10R  | 判定     | 岡野正治                   | 日本(ヨネクラ)   |                                              |
| 68           | 1975年12月21日 | 敗北 | 10R  | 判定     | ロイヤル小林               | 日本(国際)       |                                              |
| 69           | 1976年3月22日  | 勝利 | 5R   | KO       | 鹿内良弘                   | 日本(三迫)       |                                              |
| 70           | 1976年4月22日  | 敗北 | 10R  | 判定     | 足立茂義                   | 日本(本多)       |                                              |
| テンプレート |                |      |      |          |                            |                  |                                              |

## タイトル
- 1965年 第22回東日本バンタム級新人王
- 1966年 第12回全日本バンタム級新人王
- 1967年 第21代日本バンタム級王座
- 1968年 第23代日本バンタム級王座
- 1974年 第20代日本フェザー級王座（2度防衛）